# William Wordsworth (compositeur)
Ne pas confondre avec William Wordsworth, poète
William Brocklesby Wordsworth (Londres, 17 décembre 1908 – Kingussie, 10 mars 1988) est un compositeur anglais.

## Biographie
William Wordsworth est né à Londres, il est le descendant du frère du poète Wordsworth. Il étudie d'abord avec son père, puis l'harmonie et le contrepoint avec George Oldroyd de 1921 à 1931. Il poursuit ses études avec Donald Tovey à l'Université d'Édimbourg de 1934 à 1936. En prévision de l'Objection de conscience, il commence volontairement à travailler sur le terrain en 1939, ce qui lui permet plus tard d'être exempté du service militaire. En 1962, il remporte le premier prix du Concours d'Édimbourg. Il vit en Angleterre jusqu'en 1961, date à laquelle il s'installe à Inverness-Shire. En 1959 il est président de la Composer's Guild of Great Britain. En 1966, il contribue à la fondation de la Scottish Composer's Guild. Ses œuvres, qui sont plus d'une centaine, sont en grande partie tonales et romantiques, et d'une « certaine austérité ». 
Il participe à la formation de la Société des compositeurs écossais. 
William Wordsworth est mort à Kingussie en Écosse.

## Œuvres
William Wordsworth laisse plus de cent œuvres, dont huit symphonies, six quatuors à cordes, ainsi que quelques œuvres pour piano et des mélodies. Ses œuvres de chambre les plus représentatives et intéressantes sont le Quintette avec clarinette (1952), dont l'usage de la technique dodécaphonique pour un compositeur conservateur, a eu pour effet de « renforcer son imagination » ; ainsi que le Trio avec piano et le Quatuor avec hautbois et cordes, toutes deux de 1949.
Musique pour orchestre
- Symphonie n° 1 en fa mineur, op. 23 (1944)
- Symphonie n° 2 en ré, op. 34 (1947-1948)
- Symphonie n° 3 en do, op. 48 (1950-1951)
- Symphonie n° 4 en mi bémol, op. 54 (1953)
- Symphonie n° 5 en la mineur, op. 68 (1959-1960)
- Symphonie n° 6, op. 102 (1977)
- Symphonie n° 7, op. 107 (1980) « Cosmos »
- Symphonie n° 8 (1986)
- Divertimento en ré, op. 58 (1954)
- Ouverture pour orchestre, op. 86 (1968) « Conflict »

Concertos
- Concerto pour piano, 1946
- Concerto pour violon, 1955
- Concerto pour violoncelle, 1962

Musique de chambre
- Quatuor à cordes n° 1 (1941)
- Quatuor à cordes n° 2 (1944)
- Quatuor à cordes n° 3 (1947)
- Quatuor à cordes n° 4 (1950)
- Quatuor à cordes n° 5 (1957)
- Quatuor à cordes n° 6 (1964)
- Trio en sol mineur, pour violon, alto et violoncelle (1948)
- Sonate n° 2 en sol mineur, op. 66, pour violoncelle et piano (1959)
- Nocturne, op. 29, pour violoncelle et piano piano (1946)
- Scherzo, op. 42, pour violoncelle et piano piano (1949)
- Quintette avec clarinette (1952)
- Sonate pour violoncelle seul (1961)
- Conversation Piece pour alto et guitare, op.113 (1983)
- Intermezzo pour alto et piano (1935)
- Sonatine en ré majeur pour alto et piano (ou guitare), op.71 (1961)
- Three Pieces (Prelude, Elegy and Scherzo) pour alto et piano, op.93 (1972)

Musique vocale
- Quatre mélodies de Shakespeare pour voix aiguë, alto et piano, op.103 (1977)
- The Image recueil vocal pour voix haute, sur le poème de Richard Hughes (avant 1947)
- The Solitary Reaper pour choeur mixte, alto et piano
- Oratorio, Dies Domini pour solistes, chœur et orchestre (1942–1944)

Piano
- Sonate, en ré mineur, op. 13 (1939)
- Cheesecombe Suite, op. 27 (1945)
- Ballade, op. 41 (1949)

## Discographie
- Symphonies nos 1 et 5* ; Ouverture Conflict - BBC Scottish Symphony Orchestra, dir. James Loughran et Stewart Robertson* (concerts radiophoniques 1968/1971/1979*, Lyrita) (OCLC 946046227)
- Symphonies nos 2 et 3 - Orchestre philharmonique de Londres, dir. Nicholas Braithwaite (1990, Lyrita) (OCLC 638183310)
- Musique pour orchestre, vol. 1 : Symphonies nos 4 et 8… - Orchestre symphonique de Liepāja, dir. John Gibbons (2019, Toccata) (OCLC 1054106221)
- Musique pour orchestre, vol. 2 : Concerto pour piano ; Concerto pour violon… - Arta Arnicane, piano ; Kamila Bydlowska, violon ; Orchestre symphonique de Liepāja, dir. John Gibbons (21-25 janvier 2019, Toccata) (OCLC 1110447886)